# Remorseless Love
Remorseless Love è un film muto del 1921 diretto da Ralph Ince. Prodotto dalla Selznick Pictures Corporation di Lewis J. Selznick e distribuito dalla Select, il film aveva come interpreti principali Elaine Hammerstein e Niles Welch.

## Trama
Una faida divide due famiglie del Tennessee, i Morrison e gli Hatfields. Ruth Baird, imparentata con gli uni e con gli altri, è innamorata di uno dei Morrison, Enoch. Ma la loro relazione viene osteggiata dallo zio e dal cugino della ragazza, Cosmo e Cameron Hatfield. I due innamorati decidono di recarsi su un'isola per farsi leggere il futuro da una negra ed Enoch lascia la propria pistola nel bosco. La barca che li ha portati, però, si perde in una tempesta e la coppia è costretta a passare la notte sull'isola. Il giorno seguente, Enoch viene arrestato: vicino alla sua pistola abbandonata è stato trovato il cadavere di Cameron e il giovane Morrison viene accusato del suo omicidio. Enoch, durante il processo, non si difende, preferendo rimanere in silenzio per non compromettere in alcun modo Ruth. Lei, comprendendo che Enoch non parlerà, decide di testimoniare. Ma viene salvata dall'intervento del piccolo Dave, che confessa di aver sparato accidentalmente a Cameron, uccidendolo per disgrazia con la pistola di Enoch. L'accusa viene ritirata ed Enoch viene assolto. Il matrimonio dei due giovani porta finalmente la pacificazione tra le due famiglie nemiche.

## Produzione
Il film, prodotto dalla Selznick Pictures Corporation venne girato nel New Jersey, nei Paragon Studios di Fort Lee.

## Distribuzione
Il copyright del film, richiesto dalla Selznick Pictures, fu registrato il 30 luglio 1921 con il numero LP16866. Distribuito dalla Select Pictures Corporation e presentato da Lewis J. Selznick, il film uscì nelle sale cinematografiche statunitensi nell'agosto 1921. La European Motion Picture Company lo distribuì nel Regno Unito il 22 marzo 1926.
Non si conoscono copie ancora esistenti della pellicola che viene considerata presumibilmente perduta.